# Марк Бабіч
Марк Бабіч (англ. Mark Babic, нар. 24 квітня 1973) — австралійський футболіст, що грав на позиції захисника.
Виступав за клуби «Сідней Юнайтед» та «Марконі Сталліонс», а також національну збірну Австралії.

## Клубна кар'єра
Розпочинав грати у футбол у клубі «Сент-Джордж» із однойменного району Сіднея, а у професійному футболі дебютував 1989 року виступами за команду «Сідней Кроейша» (з 1993 року — «Сідней Юнайтед»), в якій провів вісім сезонів, взявши участь у 57 матчах чемпіонату. Більшість часу, проведеного у складі «Сідней Юнайтед», був основним гравцем захисту команди.
1997 року перейшов до клубу «Марконі Сталліонс», за який відіграв 7 сезонів. Завершив професійну кар'єру футболіста виступами за команду «Марконі Сталліонс» у 2004 році.

## Виступи за збірні
Виступав у складі юнацької збірної Австралії до 16 років, з якою поїхав на юнацький чемпіонат світу 1989 року, що пройшов у Шотландії, де зіграв у всіх трьох матчах, а його команда не вийшла з групи.
1991 року залучався до складу молодіжної збірної Австралії, зігравши на молодіжному чемпіонаті світу 1991 року в Португалії, зігравши у всіх 6 матчах і зайнявши четверте місце.
1996 року захищав кольори олімпійської збірної Австралії на Олімпійських іграх 1996 року в Атланті, зігравши у трьох матчах, але допоміг команді вийти з групи.
18 січня 1997 року дебютував в офіційних іграх у складі національної збірної Австралії в матчі проти Нової Зеландії (1:0). Наступного року зі збірною брав участь у домашньому Кубку націй ОФК 1998 року, де зіграв у трьох матчах, а програний фінал 0:1 від новозеландців став останнім матчем Бабіча за збірну. Протягом кар'єри у національній команді, яка тривала 2 роки, провів у її формі 8 матчів.

## Титули і досягнення
- Переможець Юнацького чемпіонату ОФК: 1989
- Переможець Молодіжного чемпіонату ОФК: 1990
- Срібний призер Кубка націй ОФК: 1998